# Tierra (film)
Pour plus de détails, voir Fiche technique et Distribution.
Tierra est un film espagnol réalisé par Julio Medem, sorti en 1996.

## Synopsis
Ángel Bengoelxeo souffre d'un trouble dissociatif de l'identité et sort de l'hôpital psychiatrique. Missionné pour désinfecter des vignes d'une épidémie de cochenilles, qui donnent au vin un goût de terre, il rencontre deux femmes : la timide Ángela et l'effrontée Mari.

## Fiche technique
- Titre original : Tierra
- Réalisation : Julio Medem
- Scénario : Julio Medem
- Photographie : Javier Aguirresarobe
- Montage : Iván Aledo
- Musique : Alberto Iglesias
- Pays d'origine :  Espagne
- Langue originale : espagnol
- Format : couleur
- Genre : drame romantique
- Durée : 125 minutes
- Dates de sortie :
  - Festival de Cannes : mai 1996
  -  Espagne : 24 mai 1996
  -  France : 28 août 2002

## Distribution
- Carmelo Gómez : Ángel Bengoelxeo
- Emma Suárez : Ángela
- Silke : Mari
- Karra Elejalde : Patricio
- Pepe Viyuela: Ulloa

## Distinctions
- Sélection officielle au Festival de Cannes 1996
- Prix Goya de la meilleure musique originale pour Alberto Iglesias